# Système d'appariements Keizer
Le système d'appariements Keizer est une méthode d'appariements utilisée dans les tournois d'échecs. Elle a été conçue et développée à la fin des années 1950 par le Hollandais J. H. Keizer afin de remédier aux défauts d'autres méthodes d'organisation des tournois d'échecs, en particulier le système suisse. Ce système d'appariements possède une certaine renommée dans les clubs d'échecs en Belgique, mais surtout aux Pays-Bas.

## Différents systèmes d'appariements
Deux méthodes beaucoup plus connues d'organisation de tournois sont le système suisse et le tournoi toutes rondes. Cependant, ces deux systèmes présentent plusieurs défauts, entre autres :
- Les deux supposent implicitement que les joueurs participent au tournoi d'une manière assez régulière et fiable. Avec le système suisse, par exemple, l'appariement de la ronde suivante ne peut être calculé que lorsque tous les résultats de la ronde en cours sont connus.
- Le système suisse fait s'affronter des joueurs qui ont des classements Elo très différents, surtout lors des premières rondes, ce qui produit souvent des parties qui ne sont pas très intéressantes pour les deux joueurs.
- Avec les tournois toutes rondes, il est très difficile de faire rentrer de nouveaux joueurs dans le tournoi dès lors que celui-ci a commencé.

## Avantages
Le système d'appariements Keizer présente plusieurs avantages en termes d'organisation et dans le but de rendre les parties proposées par les appariements plus intéressantes pour les joueurs, :
- Tous les joueurs n'ont pas besoin d'être présents pour toutes les rondes du début à la fin du tournoi. Ainsi, les joueurs peuvent très facilement entrer et sortir du tournoi durant son déroulement. Cela est souvent le cas dans les championnats internes de club lorsque les rondes ne sont pas consécutives, par exemple n'ont pas lieu sur un seul week-end, mais sont étalées sur une période plus longue (souvent une ronde par semaine durant n semaines).
- Les joueurs sont toujours appariés avec des adversaires qui sont le plus proche possible d'eux au classement (un avantage par rapport au système suisse), ce qui maximise l'intérêt des parties dès la première ronde.
- L’appariement se calcule très facilement juste avant le début de la ronde, uniquement avec les joueurs qui sont physiquement présents, ce qui fait qu'il n'y a jamais de joueurs qui demeurent sans adversaire (sauf un s'il y a un nombre impair de personnes).
- Les mêmes joueurs peuvent être appariés plusieurs fois ensemble toutes les X rondes. (Gros avantage par rapport au système suisse si le groupe de joueurs est relativement peu nombreux.)

Ainsi, le système d'appariements Keizer remédie à plusieurs problématiques qui se posent régulièrement aux clubs d'échecs lors de l'organisation de leurs tournois internes, par exemple le fait de pouvoir intégrer sans attendre les nouveaux joueurs du club dans les compétitions internes en cours.
Les autres spécificités du système Keizer sont des règles simples pour le calcul des appariements, un calcul assez complexe concernant le classement (logiciel requis) et la détermination du classement en utilisant les points de classement Keizer plutôt que les points de parties (calculés à partir des victoires et des parties nulles).

## Caractéristiques
Voici les caractéristiques principales du système d'appariements Keizer, :
- Le calcul des appariements a lieu juste avant le début de la ronde en fonction des joueurs présents.
- Les mêmes joueurs peuvent éventuellement être appariés ensemble plusieurs fois.
- Chaque joueur a un score (« points Keizer ») qui détermine son rang dans le classement.
- Le joueur est apparié toujours contre un adversaire qui est le plus proche possible de lui-même au classement.
- Une victoire ou un match nul fait augmenter considérablement son score Keizer.
- Les joueurs absents lors d'une ronde peuvent également recevoir des points Keizer afin de ne pas être trop défavorisés lors de l'appariement de la ronde suivante et par rapport au classement.

## Calcul des appariements
L'algorithme du système d'appariements Keizer présente les spécificités suivantes, :
- Le classement est établi par ordre décroissant des points de classement Keizer (en cas d'égalité, le classement Elo est le second critère).
- Le classement actuel est parcouru du mieux au moins bien classé : parmi les joueurs présents, le mieux classé joue contre le deuxième mieux classé, le 3e contre le 4e, etc.
- Tous les joueurs présents jouent. Si le nombre de joueurs est impair, il y a un « bye » qui est attribué à un des joueurs présents. Ce bye est être attribué au joueur le moins bien classé, mais il peut aussi être décidé qu'il soit plutôt attribué à un des joueurs par tirage au sort.
- La distribution des couleurs est « équitable » : les Blancs sont attribués à celui des deux joueurs qui les ont obtenus le moins souvent lors des rondes précédentes.
- Si les deux joueurs ont eu les Blancs un même nombre de fois lors des rondes précédentes, c'est le joueur le moins bien classé qui les obtient.
- Contrairement par exemple au système suisse, il peut arriver que la même couleur soit attribuée trois fois de suite à un joueur.

## Calcul des points de classement
Le classement du tournoi au fil des rondes se détermine de la manière suivante,, :
- Les joueurs se voient attribuer des points de classement : le 1er joueur obtient le nombre de points le plus élevé, le 2e joueur reçoit un point de moins que le 1er, le 3e joueur deux points de moins que le 1er, etc. Le nombre de points pour le 1er joueur est choisi de manière que son nombre de points corresponde environ au triple de celui que reçoit le dernier joueur. (Par exemple si 6 joueurs, 7 points pour le 1er, 6 points pour le 2e, etc., jusqu'à 2 points pour le 6e.)
- Ces points de classement sont ensuite additionnés en fonction des résultats de la partie : pour chaque victoire, on ajoute les points de classement actuels de l'adversaire ; pour chaque nulle, la moitié des points de classement de l'adversaire ; pour une défaite, 0 point.
- Ensuite, les points sont pondérés par les bonus : les rondes non jouées sont comptées comme un match nul contre soi-même et le joueur reçoit la moitié de ses propres points de classement (généralement diminués d'un facteur prédéfini pour rendre l'abandon moins attractif).
- Le calcul se fait de manière itérative à chaque ronde : le premier classement est établi sur la base du classement Elo puis les points Keizer obtenus par les résultats des parties de la première ronde sont calculés et additionnés. Cela donne un nouveau classement sur la base duquel les points de classement Keizer sont réattribués. Les points de classement Keizer des deux premières rondes sont ensuite recalculés, ce qui donne le nouveau classement, etc.

## Logiciels d’appariements
- Swiss-chess (logiciel payant)
- Sevilla (logiciel gratuit)
- Tornelo.com (site/logiciel gratuit)
- KaiserForClub (logiciel gratuit)